# Montemayor de Pililla
Montemayor de Pililla è un comune spagnolo di 1 044 abitanti situato nella comunità autonoma di Castiglia e León.